# Beau-Linien

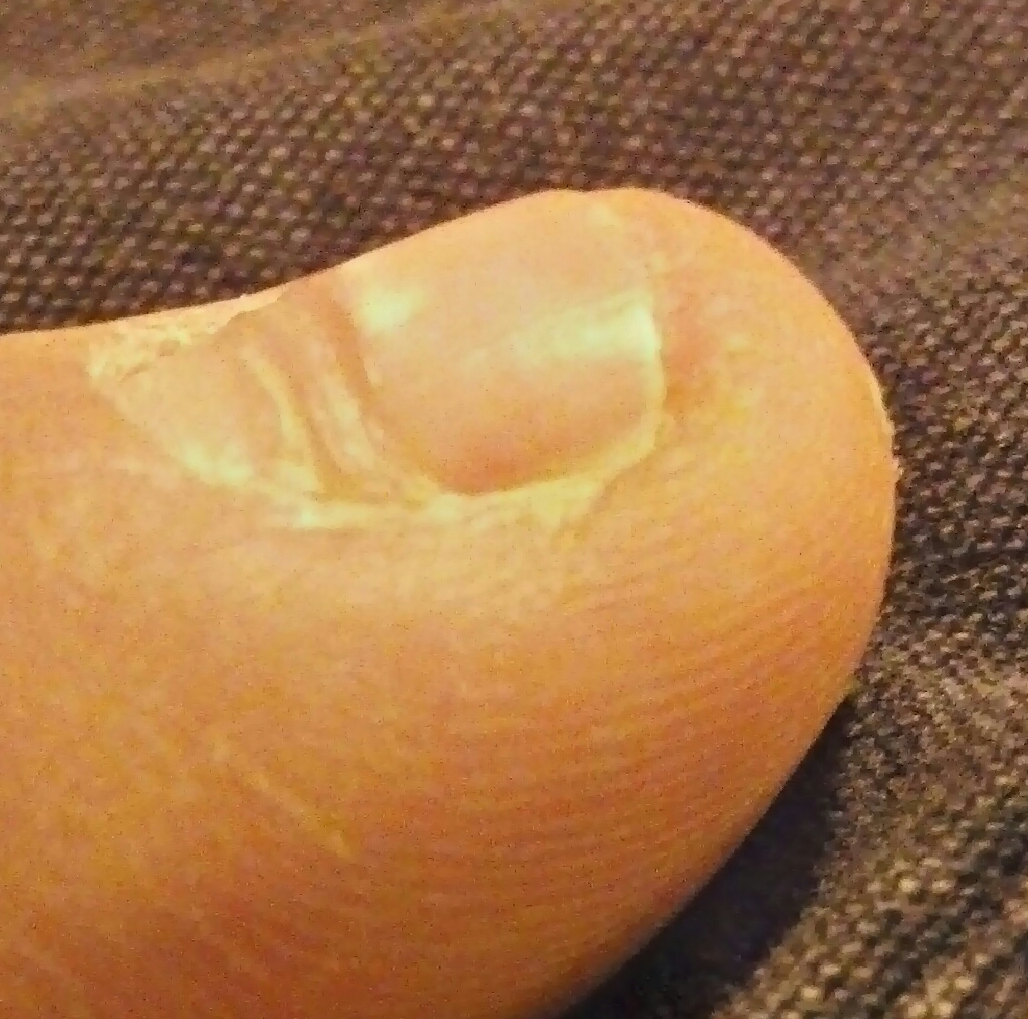
Beau-Linien an einem Fingernagel

Beau-Linien (auch Beau-Reil-Furchen genannt, nach Johannes Christian Reil) sind Rillen oder Furchen, die quer zum Finger oder zur Zehe über die ganze Breite des Finger- oder Zehennagels verlaufen. Dieses Krankheitssymptom wurde 1846 durch den französischen Arzt Joseph Honoré Simon Beau erstmals beschrieben. Es handelt sich um eine Onychomalazie. Die Beau-Linien sind nicht zu verwechseln mit den Rillen, die längs vom Nagelbett zur Finger- bzw. Zehenspitze verlaufen. Ebenso sind Mees-Linien (Entfärbung des Nagels) und Muehrcke-Linien (Leukonychia striata, zu geringe Pigmentierung stets parallel zum weißlichen Nagelmond) davon zu unterscheiden.
Es existieren verschiedene Ursachen für das Auftreten dieser Querrillen. Einerseits können eine Infektion des Nagelbetts oder eine Verletzung diese auslösen, oder eine Hauterkrankung. Auch systemische Ursachen kommen in Frage, wie zum Beispiel eine Mangelernährung oder eine Chemotherapie. Wenn ein Kind am Kawasaki-Syndrom erkrankt, können Beau-Linien ein bis zwei Monate nach der akuten, fieberhaften Phase auftreten. Diese Beau-Reil-Querfurchen sind bei Säuglingen am Ende der vierten Lebenswoche physiologisch. Des Weiteren traten diese Linien nach Sättigungstauchgängen bei Tiefen von mehr als 300 Metern auf. Als unmittelbarer Grund für diese Beau-Linien wird eine Störung der Zellteilung im Nagelbett angesehen.
Ötzi, die im Jahre 1991 in Südtirol gefundene Gletschermumie, wies mehrere Beau-Linien auf.